# Dichelopandalus
Dichelopandalus is een geslacht van kreeftachtigen uit de klasse van de Malacostraca (hogere kreeftachtigen).

## Soorten
- Dichelopandalus bonnieri Caullery, 1896
- Dichelopandalus leptocerus (Smith, 1881)